# Corpo Elétrico
Corpo Elétrico é um filme de drama brasileiro de 2017 dirigido e escrito por Marcelo Caetano. Protagonizado por Kelner Macêdo, foi distribuído em seu país de origem pela Vitrine Filmes. Recebeu o prêmio APCA de melhor filme do ano em junho de 2018.

## Elenco
- Kelner Macêdo - Elias
- Lucas Andrade - Wellington
- Welket Bungué - Fernando
- Ana Flavia Cavalcanti - Carla
- Ronaldo Serruya - Arthur
- Henrique Zanoni - Anderson